# Jovena
Jovena (anciennement Jovenna) est une entreprise pétrolière malgache. Elle est l'une des plus grandes entreprises malgaches quant au chiffre d'affaires. Jovena est une filiale du groupe Axian.
Jovena exploite 100 stations-service et détient ainsi 35 % de la part de marché de la distribution de carburant à Madagascar.

## Histoire
En 2014, Jovena lance la distribution des carburants premium dans ses stations-service.
À partir du milieu des années 2010, Jovena se diversifie dans la production électrique et les énergies renouvelables[réf. souhaitée]. En janvier 2018, Jovena inaugure deux centrales électriques (Noor 1 et 2) représentant une capacité de production de 76 MW et un coût de construction de 80 millions de dollars. En 2020, Jovena engage la construction de la centrale hydroélectrique de Volebe représentant une capacité de production de 120 MW et un coût de production de 550 millions de dollars.

## Activités
Jovena produit toutes sortes de produits dérivés du pétrole comme de l'huile moteur.

### Stations-service

#### Boutique
Plus de 80 % des stations-service possèdent une boutique. La clientèle peut y trouver une large gamme de produits alimentaires et non alimentaires (huile moteur, petits jouets). La surface cumulée de ses boutiques dépasse les 5 000 m2, soit deux hypermarchés. Les boutiques Jovena sont de véritables commerces de proximité.

#### Stations de lavage
Plus de 75 % des stations-service possèdent une station de lavage.

## Partenariat
Jovena est (avec Telma, BNI Madagascar, Leader Price, le groupe Star, Canal+ et Holcim) le partenaire officiel des Bareas de Madagascar.
L'ancien capitaine de l'équipe nationale, Faneva Andriatsima, est lui-même sponsorisé par Jovena.